# Arthur Hill-Trevor (1er vicomte Dungannon)
Arthur Hill-Trevor, 1er vicomte de Dungannon (c. 1694 - 30 janvier 1771), est un homme politique irlandais.

## Biographie
Né Arthur Hill, il adopte le nom de famille Hill-Trevor en 1759. Il est le deuxième fils de Michael Hill d'Hillsborough, député et conseiller privé, et d'Anne Trevor. Son grand-père maternel est John Trevor homme d'État du dix-septième siècle. Le frère aîné d'Arthur est Trevor Hill (1er vicomte Hillsborough), père du 1er marquis de Downshire.
Il représente Hillsborough à la Chambre des communes irlandaise à partir de novembre 1715, puis County Down de 1727 jusqu'à son accession à la Chambre des lords irlandaise à sa création comme vicomte Dungannon et baron Hill d'Olderfleet dans la Pairie d'Irlande le 17 février 1766. Il est nommé Haut shérif de Down pour 1736 et nommé au Conseil privé d'Irlande le 13 août 1750.

## Mariages et enfants
Il épouse d'abord Barbara Deane, de Crumlin, à Dublin, fille de Joseph Deane, baron en chef de l'échiquier irlandais, décédée jeune et, en 1737, Anne Stafford de Brownstown, comté de Meath, dont il a trois enfants. Leur fils unique est décédé avant son père et le titre est transmis à leur petit-fils, Arthur Hill-Trevor, 2e vicomte Dungannon. Par l’intermédiaire de sa fille Anne, épouse de Garret Wesley (1er comte de Mornington), Lord Dungannon est le grand-père du premier duc de Wellington.